# Малопольське нагір'я
Малопо́льське нагі́р'я (пол. Wyżyna Małopolska) (342) — нагір'я, фізико-географічна підпровінція, розташована в південній частині Польщі, яке простягається від долини річки Вісли між Краковом і Сандомиром на північний захід у район Томашева (Мазовецького) і Радомська. Середня висота — від 200 до 400 м над рівнем моря, найвища вершина — Лисиця у Свентокшитських горах (612 м над рівнем моря). Серед найбільших міст малопольського нагір'я — Кельці, Островець-Свентокшиський і Скаржисько-Каменна.
Територія охоплює воєводства: Свентокшиське, Малопольське, Сілезьке, Лодзьке, Мазовецьке.